# Jacob Harrewijn

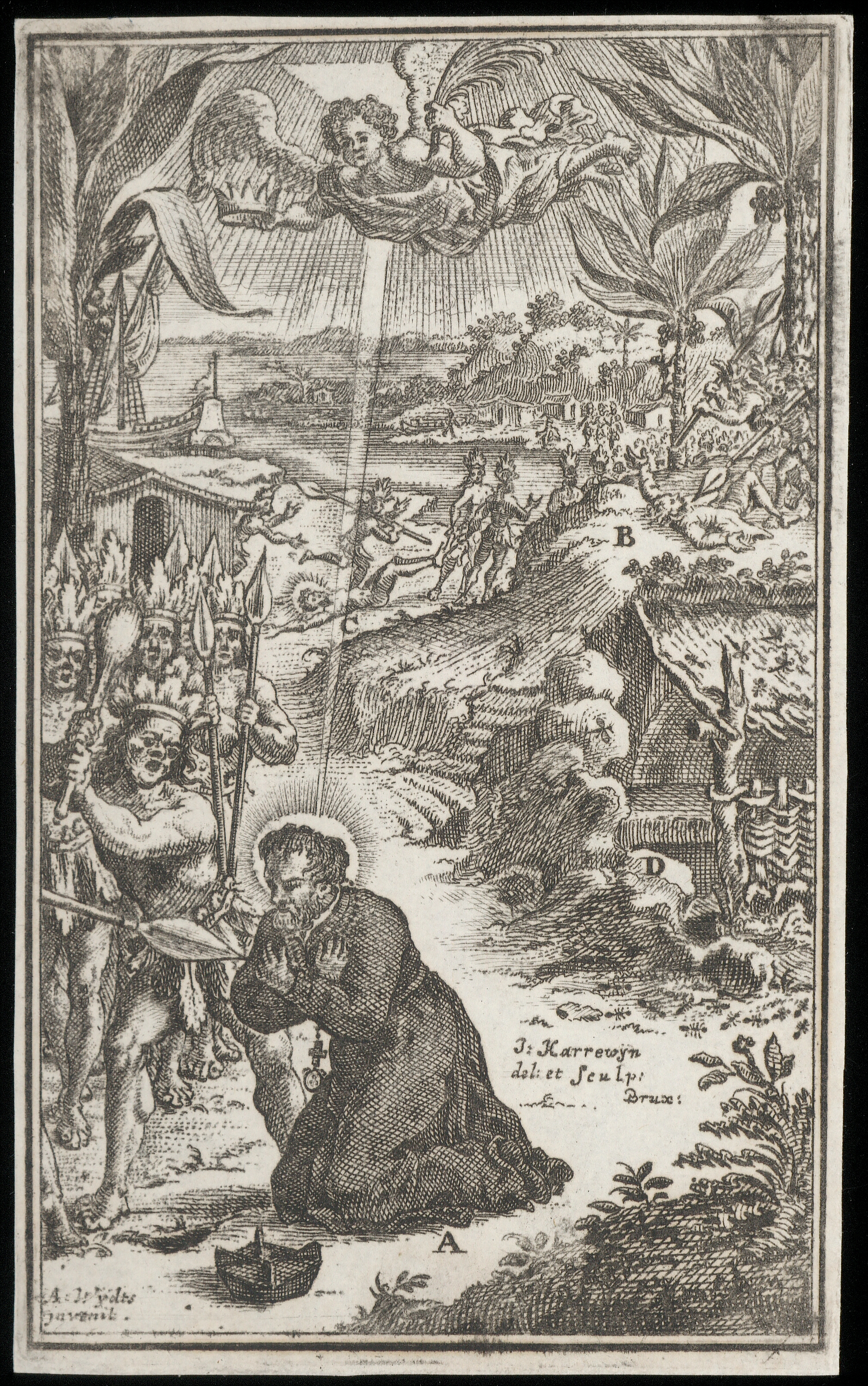
Een voorbeeld van het werk van Jacob Harrewijn. Prent getiteld 'Westerse geestelijke bedreigd door inheemse stam'.

Jacob(us) Harrewijn (Amsterdam, gedoopt 15 september 1660) was een kunstschilder, tekenaar en vooral graveur. Hij was vooral werkzaam in Brussel. Hij leverde nieuwe prenten voor de heruitgave van Antonius Sanderus' Chorographia sacra Brabantiae in 1726-27.

## Werken

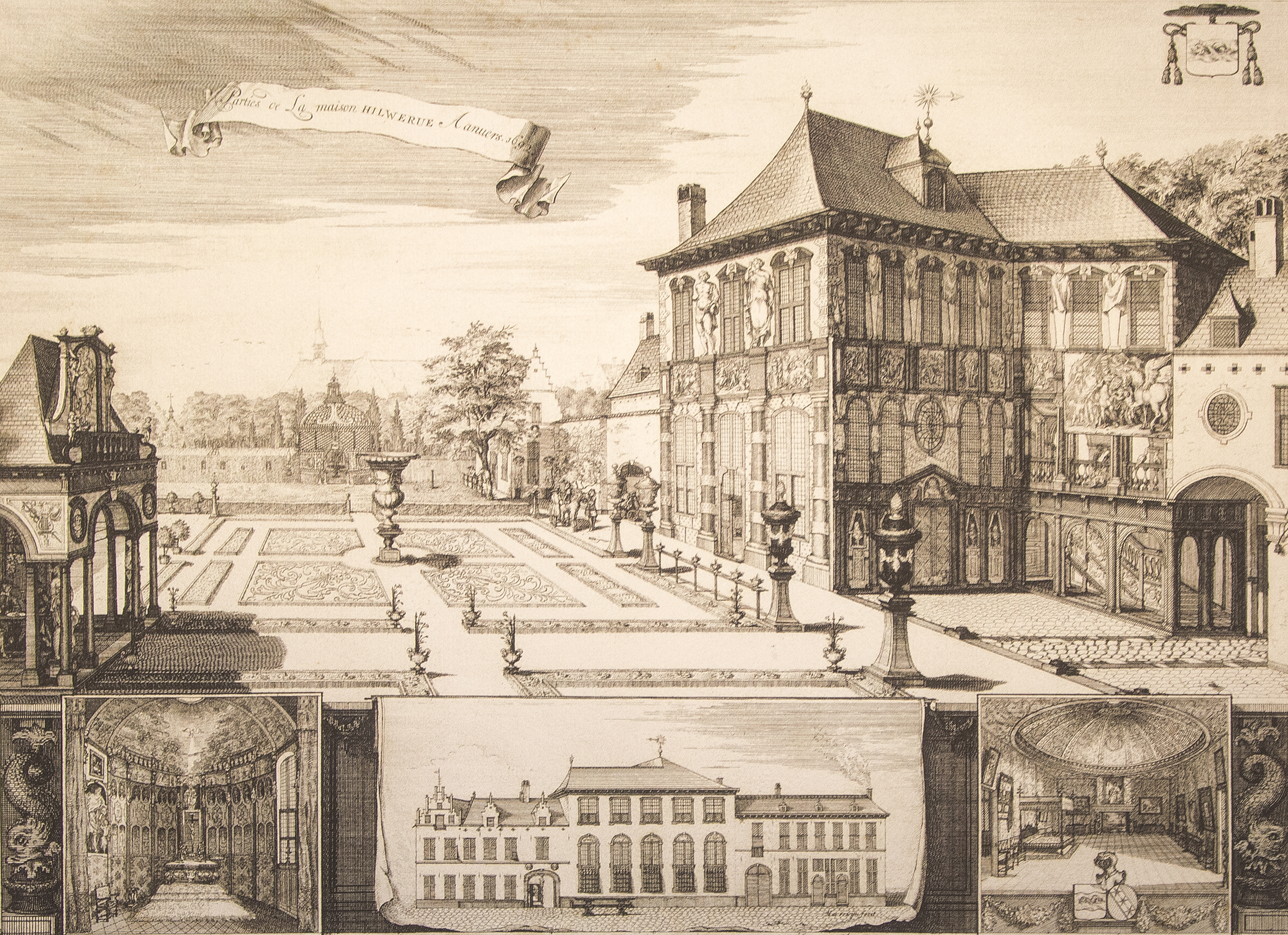
Het Rubenshuis te Antwerpen
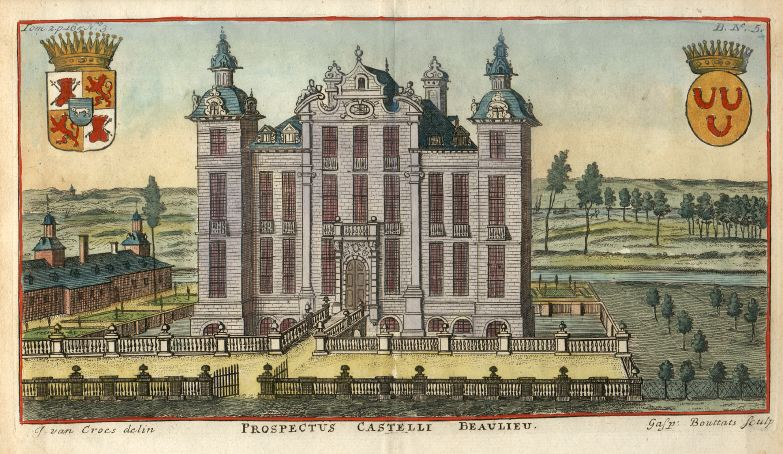
Kasteel Beaulieu te Machelen
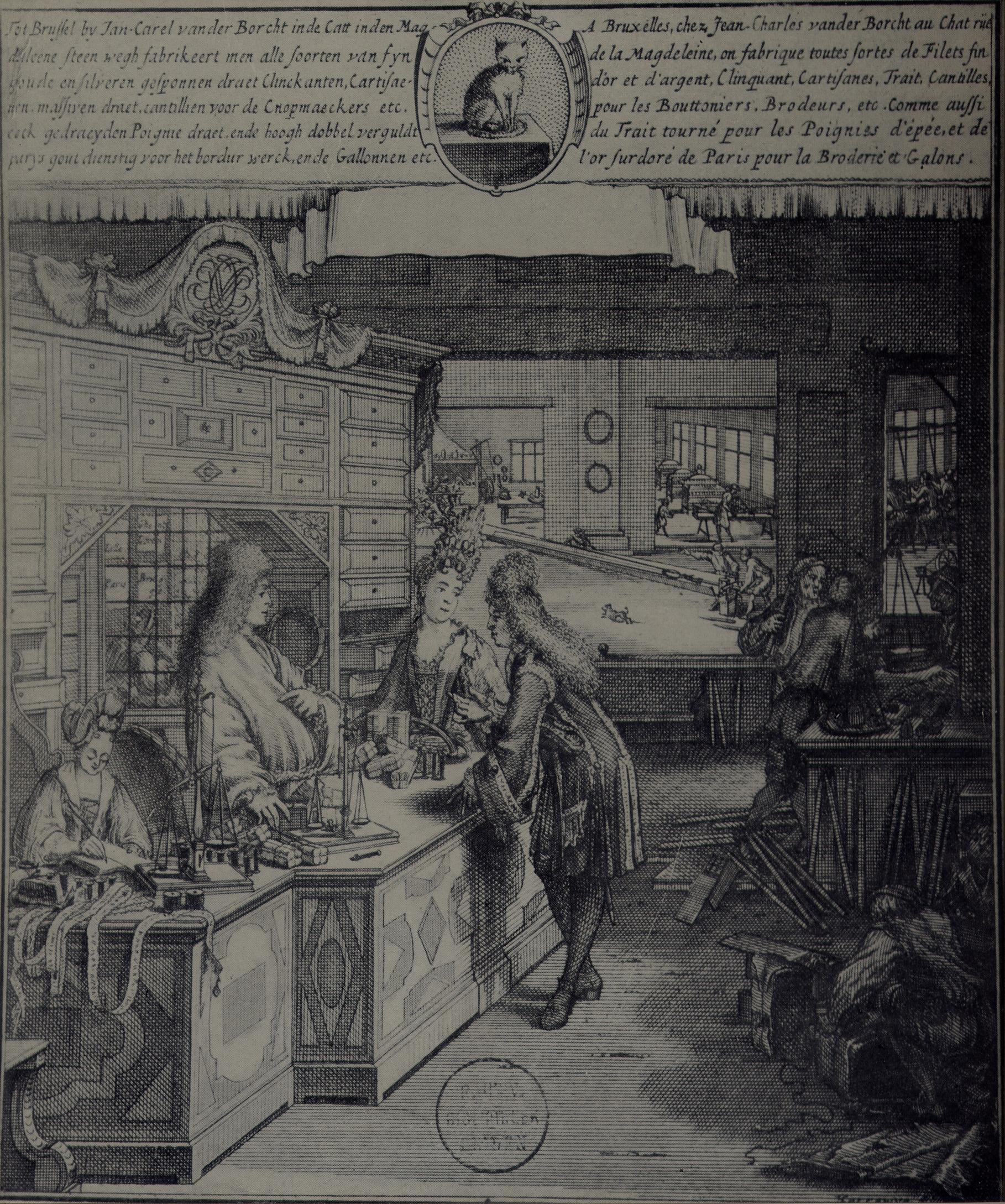
Jan-Karel vander Borcht
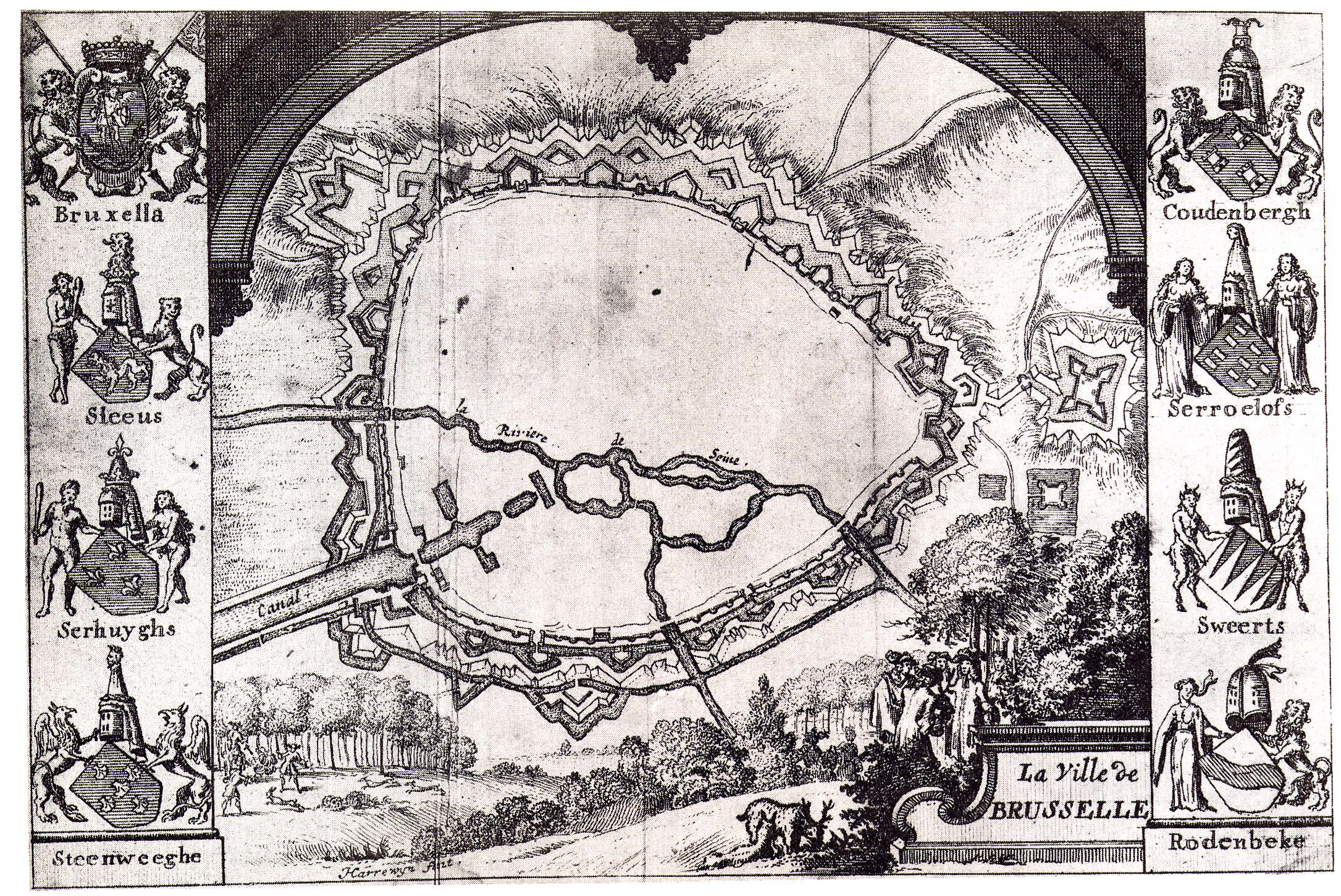
Wapen van de Zeven geslachten van Brussel, 1697
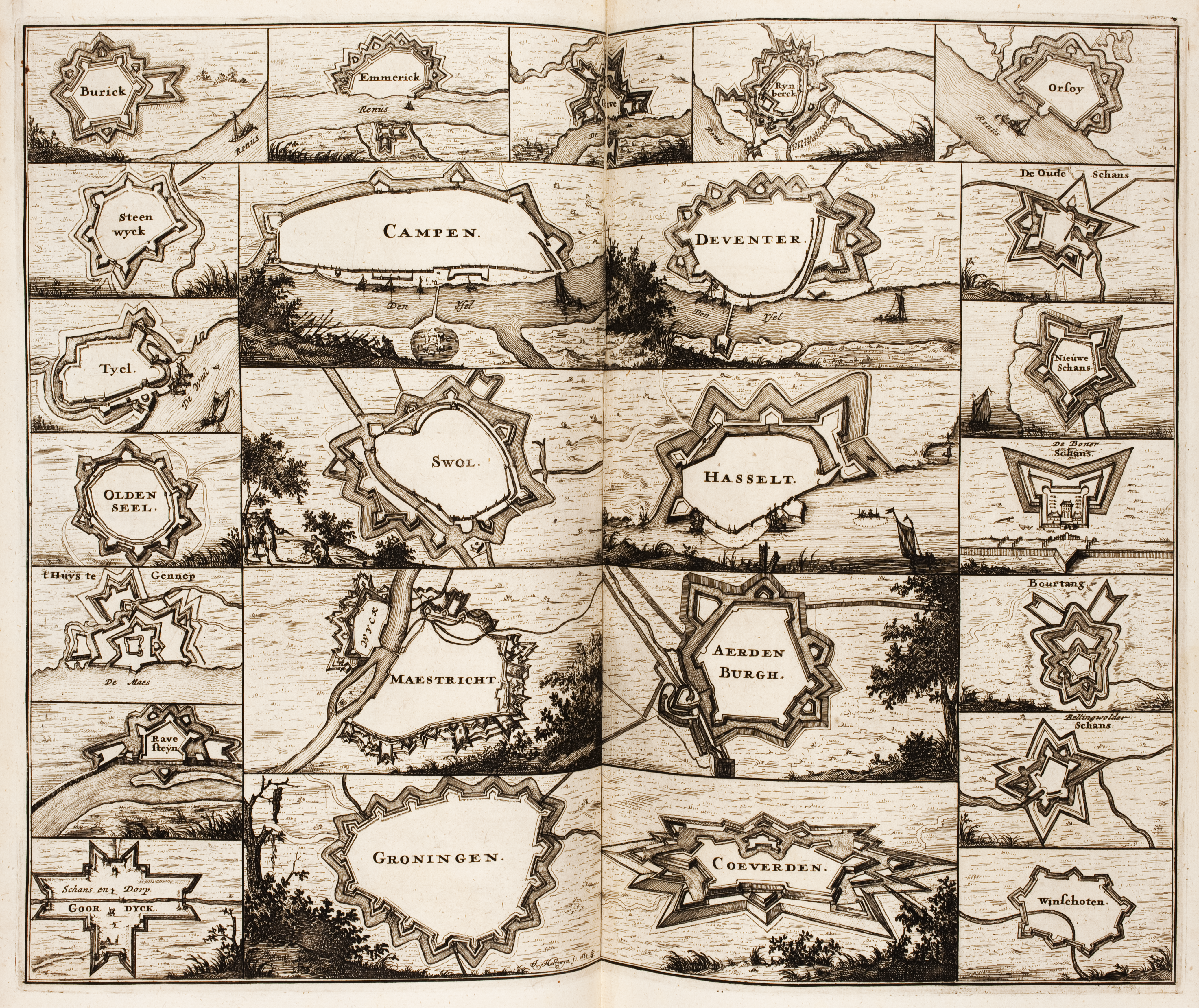
Plattegronden van Nederlandse forten en steden, 1684, door Jacobus Harrewijn
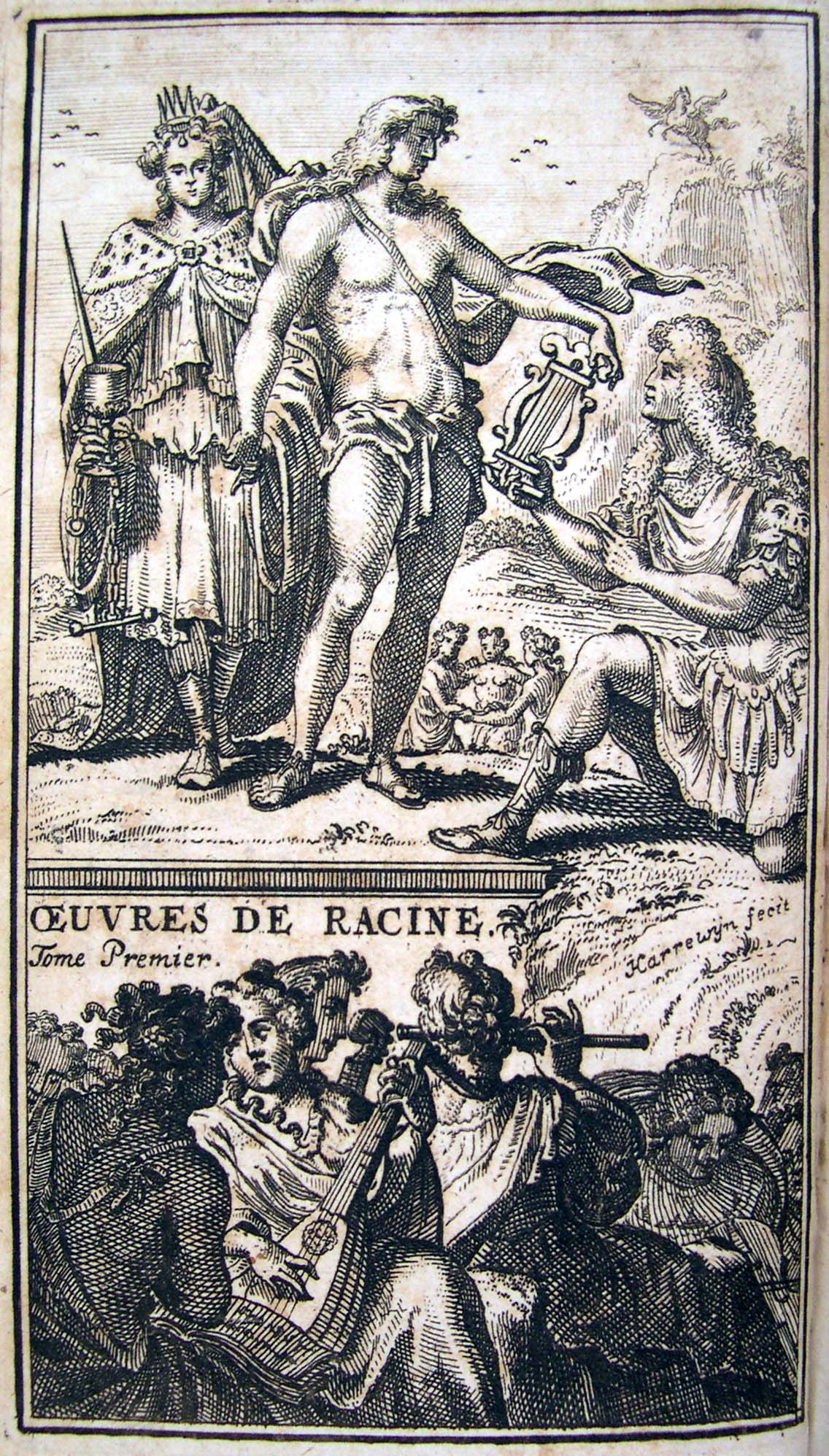
Illustratie voor de Œuvres de Racine, Brussel, 1700
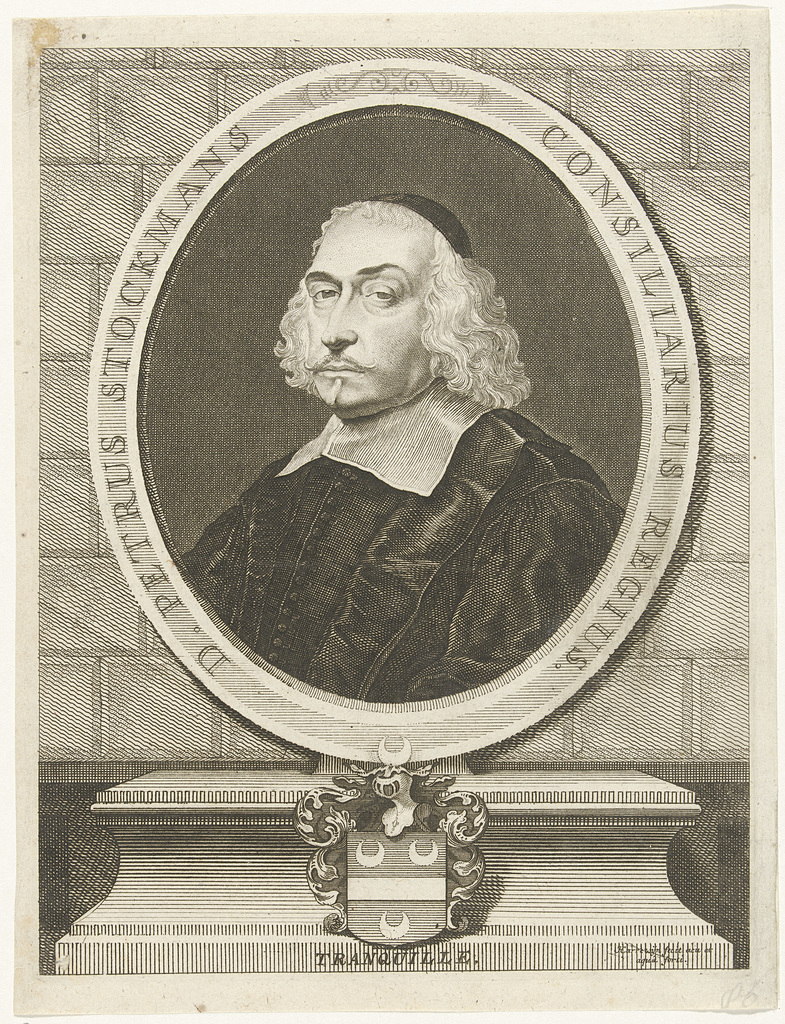
Petrus Stockmans
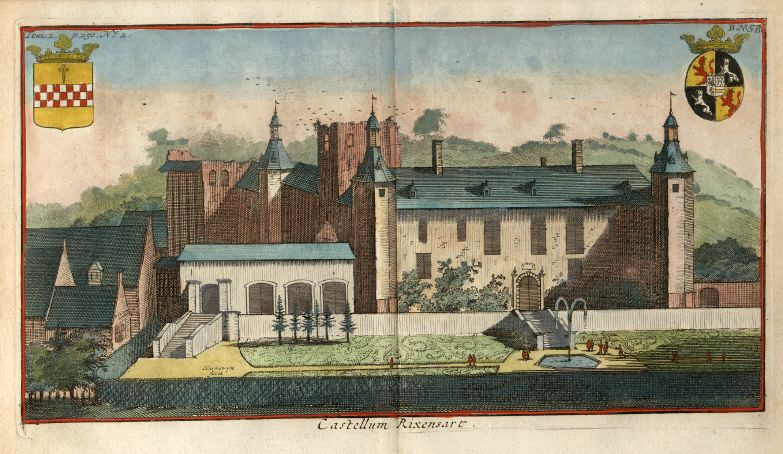
Kasteel van Rixensart
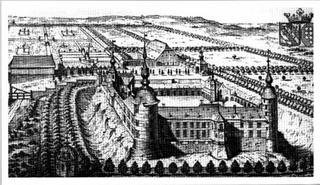
Kasteel van Trazegnies
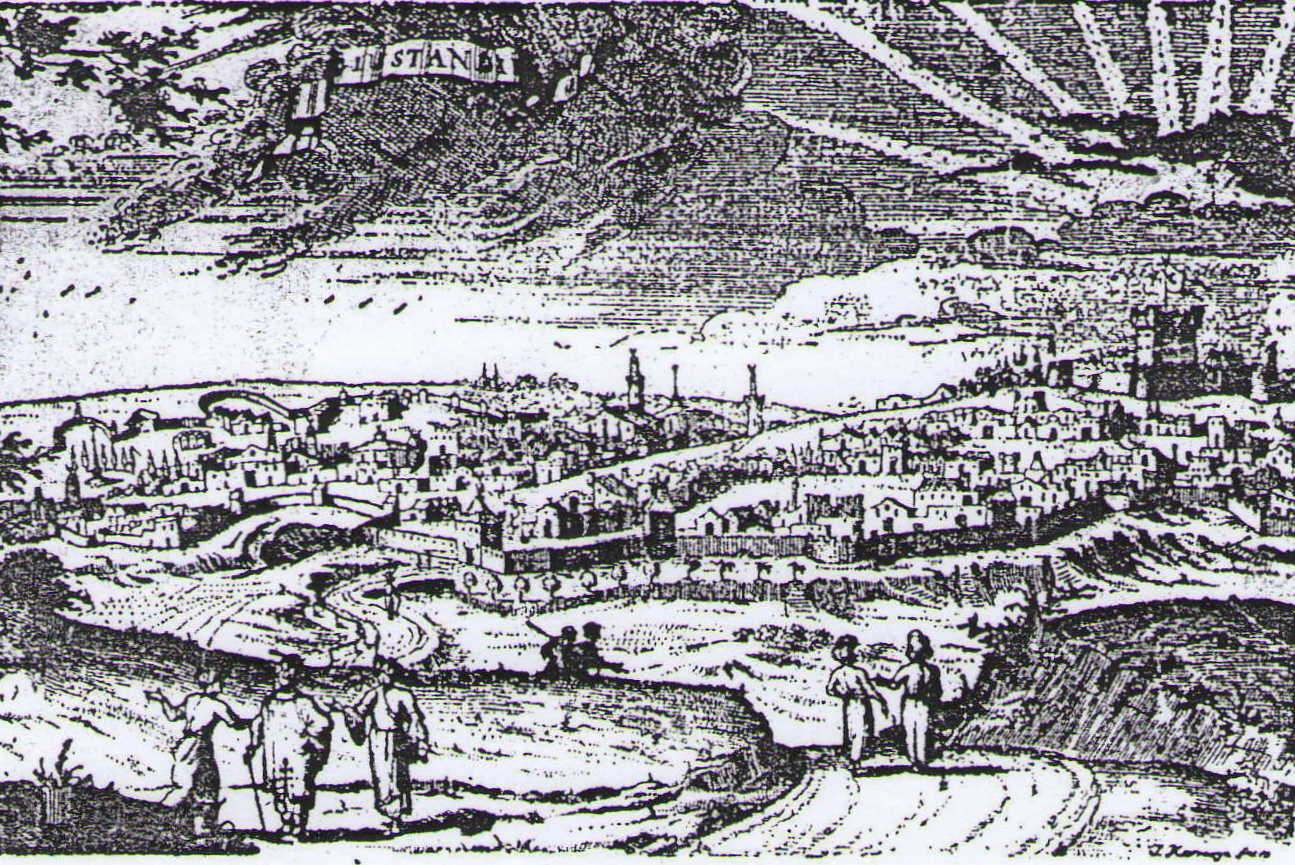
Stad Kyustendil, 1690